# Мудрик, Сергей Никитович
Сергей Никитович Мудрик (25 сентября 1918, Голубече, Подольская губерния, УНР — 24 апреля 2003, Раменское, Московская область, Россия) — советский хозяйственный, государственный и политический деятель, Герой Социалистического Труда.

## Биография
Родился в 1918 году в селе Голубече Чеботарской волости.
Член КПСС. Участник Великой Отечественной войны. С 1944 года — на хозяйственной, общественной и политической работе. В 1944—1998 годах — председатель колхоза «Ленинский путь» Новопокровского района Краснодарского края, директор курсов по подготовке кадров при Раменском комбинате хлебопродуктов, глава Совета ветеранов войны и труда Раменского района Московской области.
Указом Президиума Верховного Совета СССР от 23 июня 1966 года присвоено звание Героя Социалистического Труда с вручением ордена Ленина и золотой медали «Серп и Молот».
Избирался депутатом Верховного Совета РСФСР 7-го созыва.
Умер в 2003 году в Раменском.